# Румин
Румин је насељено мјесто у саставу општине Хрваце, Сплитско-далматинска жупанија, Република Хрватска.

## Географски положај
Налази се 8 км сјеверно од Сиња, у подножју планине Динаре, покрај ријеке Цетине и њене кратке притоке Румин.

## Историја
До територијалне реорганизације у Хрватској налазио се у саставу старе општине Сињ.

## Становништво
На попису становништва 2011. године, Румин је имао 190 становника.
| Број становника по пописима | Број становника по пописима | Број становника по пописима | Број становника по пописима | Број становника по пописима | Број становника по пописима | Број становника по пописима | Број становника по пописима | Број становника по пописима | Број становника по пописима | Број становника по пописима | Број становника по пописима | Број становника по пописима | Број становника по пописима | Број становника по пописима | Број становника по пописима |
| --------------------------- | --------------------------- | --------------------------- | --------------------------- | --------------------------- | --------------------------- | --------------------------- | --------------------------- | --------------------------- | --------------------------- | --------------------------- | --------------------------- | --------------------------- | --------------------------- | --------------------------- | --------------------------- |
| 1857                        | 1869                        | 1880                        | 1890                        | 1900                        | 1910                        | 1921                        | 1931                        | 1948                        | 1953                        | 1961                        | 1971                        | 1981                        | 1991                        | 2001                        | 2011                        |
| 0                           | 0                           | 0                           | 34                          | 0                           | 31                          | 0                           | 45                          | 112                         | 480                         | 440                         | 334                         | 285                         | 226                         | 220                         | 190                         |

Напомена: Од 1857. до 1880. те у 1900. и 1921. подаци су садржани у насељу Хрваце. До 1931. исказивано као део насеља.

### Попис 1991.
На попису становништва 1991. године, насељено место Румин је имало 226 становника, следећег националног састава:
| Попис 1991.‍  | Попис 1991.‍  | Попис 1991.‍ | Попис 1991.‍ | Попис 1991.‍ |
| ------------ | ------------ | ----------- | ----------- | ----------- |
|              |              |             |             |             |
| Хрвати       | Хрвати       |             | 211         | 93,36%      |
| Срби         | Срби         |             | 6           | 2,65%       |
| Југословени  | Југословени  |             | 3           | 1,32%       |
| регион. опр. | регион. опр. |             | 3           | 1,32%       |
| непознато    | непознато    |             | 3           | 1,32%       |
| укупно: 226  |              |             |             |             |

## Презимена
- Крањац — Православци, славе Ђурђевдан